# 美咲町
美咲町（みさきちょう）は、岡山県の中央部に位置する町。卵かけご飯発祥の地として知られる。

## 概要
美咲町は岡山県中央部に位置する、2005年（平成17年）3月22日に久米郡中央町、旭町、柵原町の3町が合併して誕生した町である。人口は約1万5000人であり、65歳以上の高齢者が多く住む。町内の大半を山林が占め、豊かな自然を有する。町内の中心を旭川が、東部を吉井川の2つの一級河川が貫く。また、中心をJR津山線・国道53号が通り、県庁所在地の岡山市や岡山県北部の中心都市津山市との間を結んでいる。
町の中心は旧中央町のJR亀甲駅周辺であり、町役場や商店、公共施設が立地している。主な産業はコメ、ナシやブドウなどの果樹、葉タバコの栽培、養鶏である。町内には日本棚田百選に選定された棚田2か所と西日本最大級の養鶏場があること、さらに、町出身の岸田吟香が愛好し全国に広めたという説があることから、卵かけご飯により町おこしを図っている。観光スポットとしては、駅舎がカメの形をしたJR亀甲駅、桜やつつじの名所として有名な三休公園、自然体験公園・まきばの館、鉄道の廃線を活用し展示運転が行われている柵原ふれあい鉱山公園といった諸施設がある。

## 地理

### 地勢
吉備高原に位置し町域の大半は丘陵地帯と山林である。町内には県内三大河川のうち、旭川・吉井川の2つの川が流れる。
- 山: 二上山(689m) 、天子山(646m) 、高ノ峰(517m)
- 河川: 旭川、吉井川
- 湖沼: 旭川湖

### 隣接する自治体
- 岡山市（北区）
- 津山市
- 赤磐市
- 美作市
- 真庭市
- 久米郡久米南町
- 勝田郡勝央町
- 加賀郡吉備中央町
- 和気郡和気町

### 人口
| |                                        |  |
| 美咲町と全国の年齢別人口分布（2005年） | 美咲町の年齢・男女別人口分布（2005年） |  |
| ■紫色 ― 美咲町 ■緑色 ― 日本全国 | ■青色 ― 男性 ■赤色 ― 女性              |  |
| 美咲町（に相当する地域）の人口の推移 \| 1970年（昭和45年） \| 23,373人 \| \| \| 1975年（昭和50年） \| 20,815人 \| \| \| 1980年（昭和55年） \| 20,029人 \| \| \| 1985年（昭和60年） \| 19,716人 \| \| \| 1990年（平成2年） \| 18,972人 \| \| \| 1995年（平成7年） \| 18,254人 \| \| \| 2000年（平成12年） \| 17,562人 \| \| \| 2005年（平成17年） \| 16,577人 \| \| \| 2010年（平成22年） \| 15,642人 \| \| \| 2015年（平成27年） \| 14,432人 \| \| \| 2020年（令和2年） \| 13,053人 \| \| |                                        |  |
| 総務省統計局 国勢調査より |                                        |  |
| 1970年（昭和45年） | 23,373人                               |  |
| 1975年（昭和50年） | 20,815人                               |  |
| 1980年（昭和55年） | 20,029人                               |  |
| 1985年（昭和60年） | 19,716人                               |  |
| 1990年（平成2年） | 18,972人                               |  |
| 1995年（平成7年） | 18,254人                               |  |
| 2000年（平成12年） | 17,562人                               |  |
| 2005年（平成17年） | 16,577人                               |  |
| 2010年（平成22年） | 15,642人                               |  |
| 2015年（平成27年） | 14,432人                               |  |
| 2020年（令和2年） | 13,053人                               |  |

## 歴史

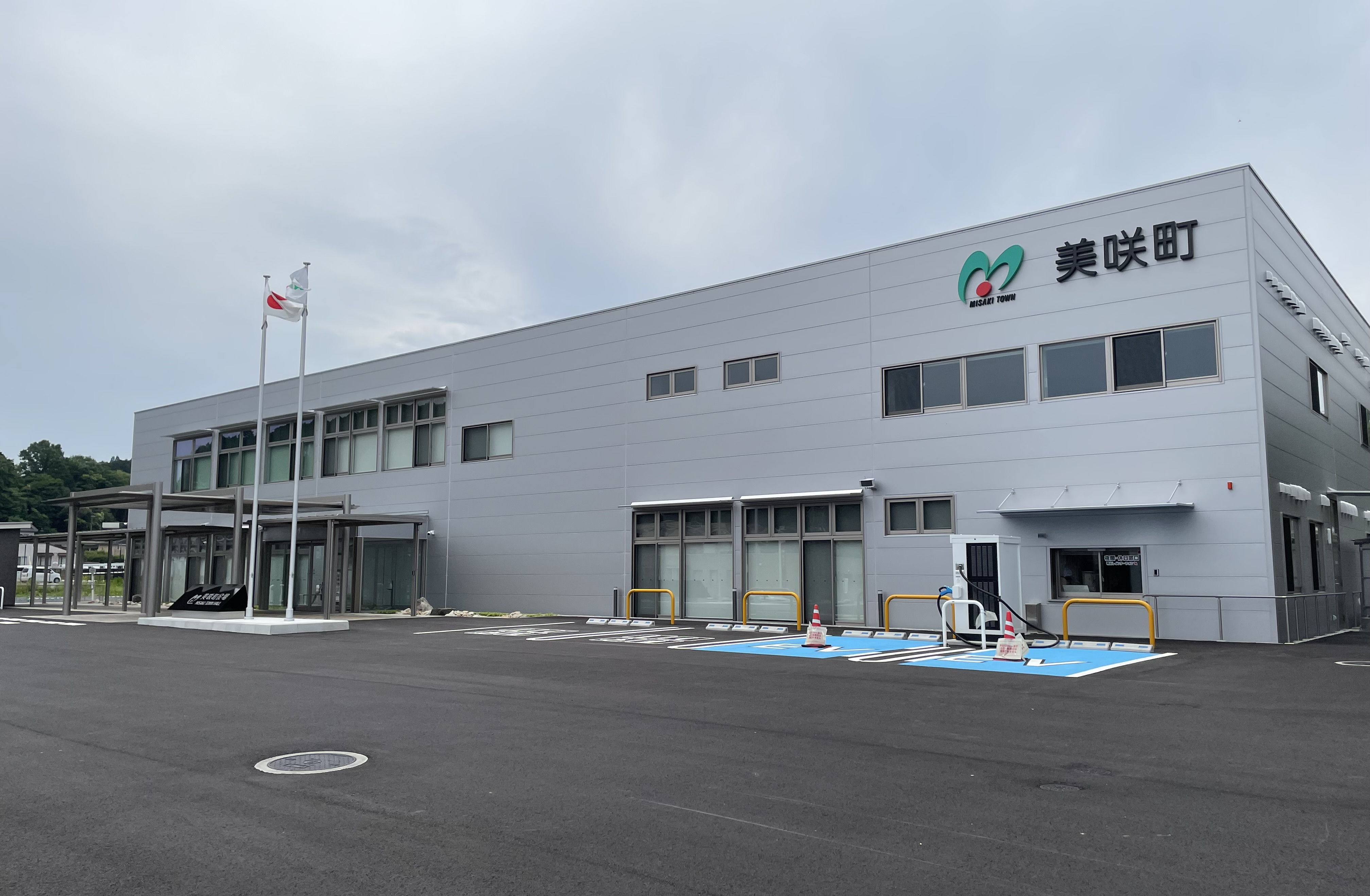
美咲町役場（2025年6月）

### 沿革
- 2005年（平成17年）3月22日 - 久米郡中央町・柵原町・旭町が合併し誕生。
- 2025年（令和7年）5月12日 - 町役場が美咲町原田2144番地1に移転し、新庁舎で業務開始[1][2]。

### 合併の経緯
国が主導する平成の大合併により、岡山県北地域でも、津山市を中心とする合併協議会と、久米郡を構成していた5町（久米町、久米南町、中央町、旭町、柵原町）での合併協議会が設立された。しかし、双方の合併協議会に参加していた久米町が住民投票の結果、津山市との合併を選択したため離脱し、残りの久米郡4町で合併協議会が継続された。4町のうち久米南町は南隣の御津郡建部町（現・岡山市北区建部町）との合併を並行して検討し、のちに単独町制の継続を選択して合併協議会から離脱した。結果残った中央町・旭町・柵原町の3町が対等合併し、美咲町が発足した。

### 町名の由来
合併対象にある町の住民を対象に一般公募され、その中から選考委員会で決定された。町の総務一課によれば、合併後の町の形が花びらのように見えることから、「美しく咲く」という意味を込めて美咲町と命名したという。
応募された原案では美作の「美」から美咲町というものもあった。

## 行政

### 町長
| 代   | 氏名     | 就任日         | 退任日         | 備考         |
| ---- | -------- | -------------- | -------------- | ------------ |
| 初代 | 奥村忠夫 | 2005年4月24日  | 2009年4月23日  | 旧・中央町長 |
| 2代  | 定本一友 | 2009年4月24日  | 2018年11月13日 | 辞職         |
| 3代  | 青野高陽 | 2018年12月10日 |                | 現職         |

### 町議会
- 定数14[8]

### 町役場組織

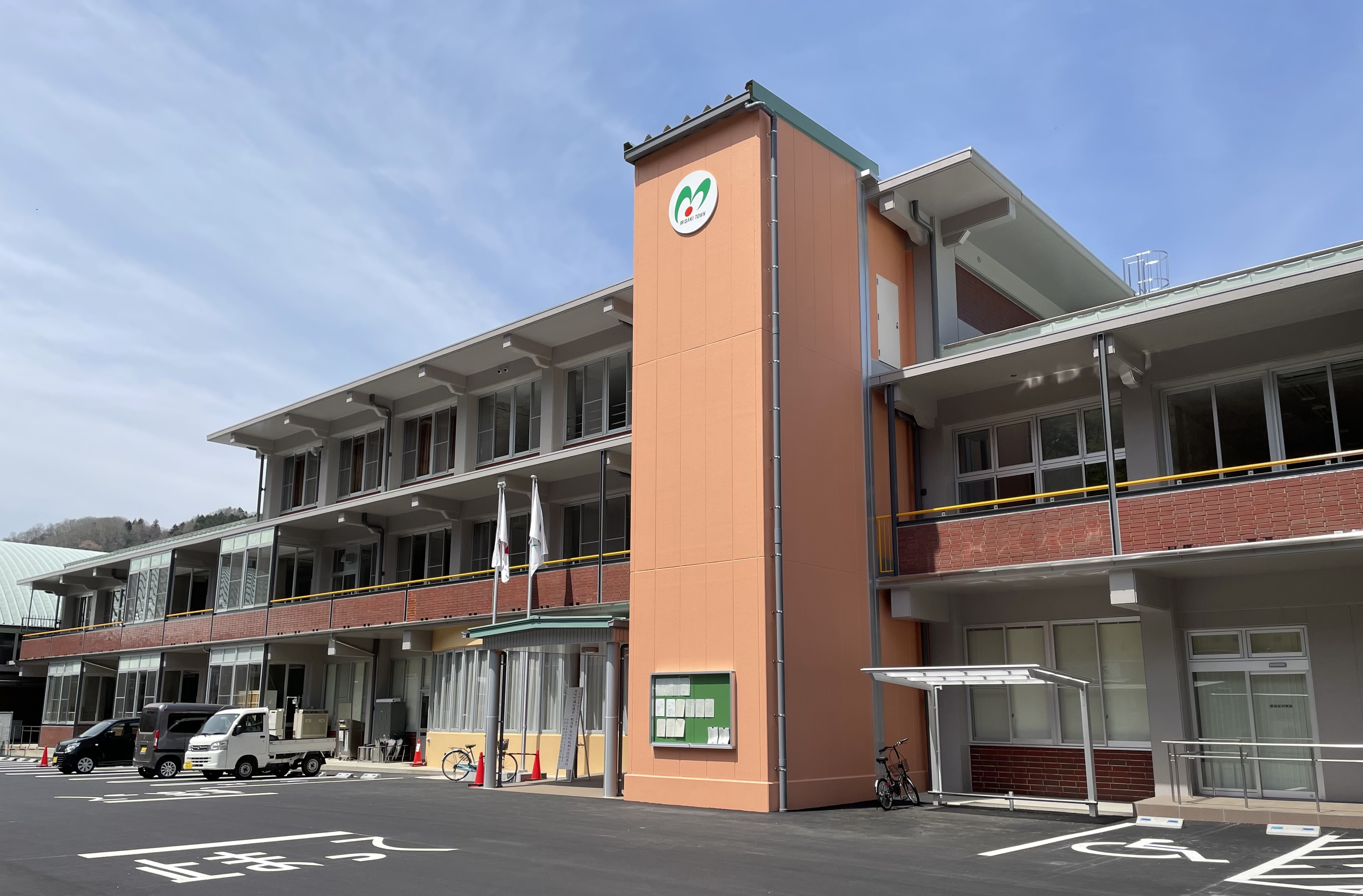
旭総合支所が入る旭地域多世代交流拠点「あさひなた」

本庁
- 町長部局
  - 総務課
  - 理財課
  - 地域みらい課
  - くらし安全課
  - 住民税務課
  - 健康推進課
  - 保険年金課
  - 上下水道課
  - 産業観光課
  - 建設課
  - 会計課
- 議会部局
  - 議会事務局
- 教育委員会
  - 教育総務課
  - 生涯学習課
- 各種委員会
  - 選挙管理委員会（総務課所管）
  - 監査委員（議会事務局所管）
  - 農業委員会（産業観光課所管）
  - 固定資産評価審査委員会

旭総合支所
- 地域振興課

柵原総合支所
- 地域振興課

### 町役場・支所の管轄区域
| 名称              | 所在地               | 管轄地域                         | 備考         |
| ----------------- | -------------------- | -------------------------------- | ------------ |
| 美咲町役場 本庁舎 | 美咲町原田2144番地1  | 町内全域（旧柵原・旭町域を含む） | 町内を統括   |
| 旭総合支所        | 美咲町西川1001番地12 | 旧旭町域                         | 旧旭町役場   |
| 柵原総合支所      | 美咲町久木200番地8   | 旧柵原町域                       | 旧柵原町役場 |

### 警察
- 岡山県美咲警察署

### 消防
- 津山圏域消防組合中央消防署柵原出張所・旭出張所

## 経済
町内では、ナシ、葉タバコ、ブドウ（ピオーネ）、しいたけ、黄ニラの生産が盛んに行われている。また、西日本最大級の養鶏場が存在している。養鶏場で採れた卵と、町内の棚田で収穫されたコメを使用した、卵かけご飯によって町おこしを図っている。
旧柵原町は硫化鉄鉱の鉱山として栄え、同和鉱業片上鉄道線が走っていた。しかし、鉱石産出量減のため、1991年（平成3年）に鉄道は廃線となった。現在は、旧吉ヶ原駅の一部が「柵原ふれあい鉱山公園」として整備されており、有志により毎月1回、保存車両の展示運転が行われている。

## 教育
町内には、2024年4月以降、小学校2校、中学校1校、義務業育学校2校が設置されている。高等学校・大学等はない。
美咲町では朝食をとらずに登校する児童がいることを町全体の問題として捉え、岡山酪農協同組合の協力を得、児童への乳製品の提供を全国に先駆けて開始した。食育の重要性を訴えたこの取り組みに対しては、年間1000万以上の多額の予算がかかることや、食の教育は家庭がすべきことであるといった観点から、様々な批判がある。

### 小学校
- 美咲町立美咲中央小学校
- 美咲町立加美小学校

### 中学校
- 美咲町立中央中学校

### 義務教育学校
- 美咲町立旭学園 - 2023年4月、美咲町立旭小学校と美咲町立旭中学校を統合し開校
- 美咲町立柵原学園 - 2024年4月、美咲町立柵原西小学校・美咲町立柵原東小学校・美咲町立柵原中学校を統合し開校

## 交通

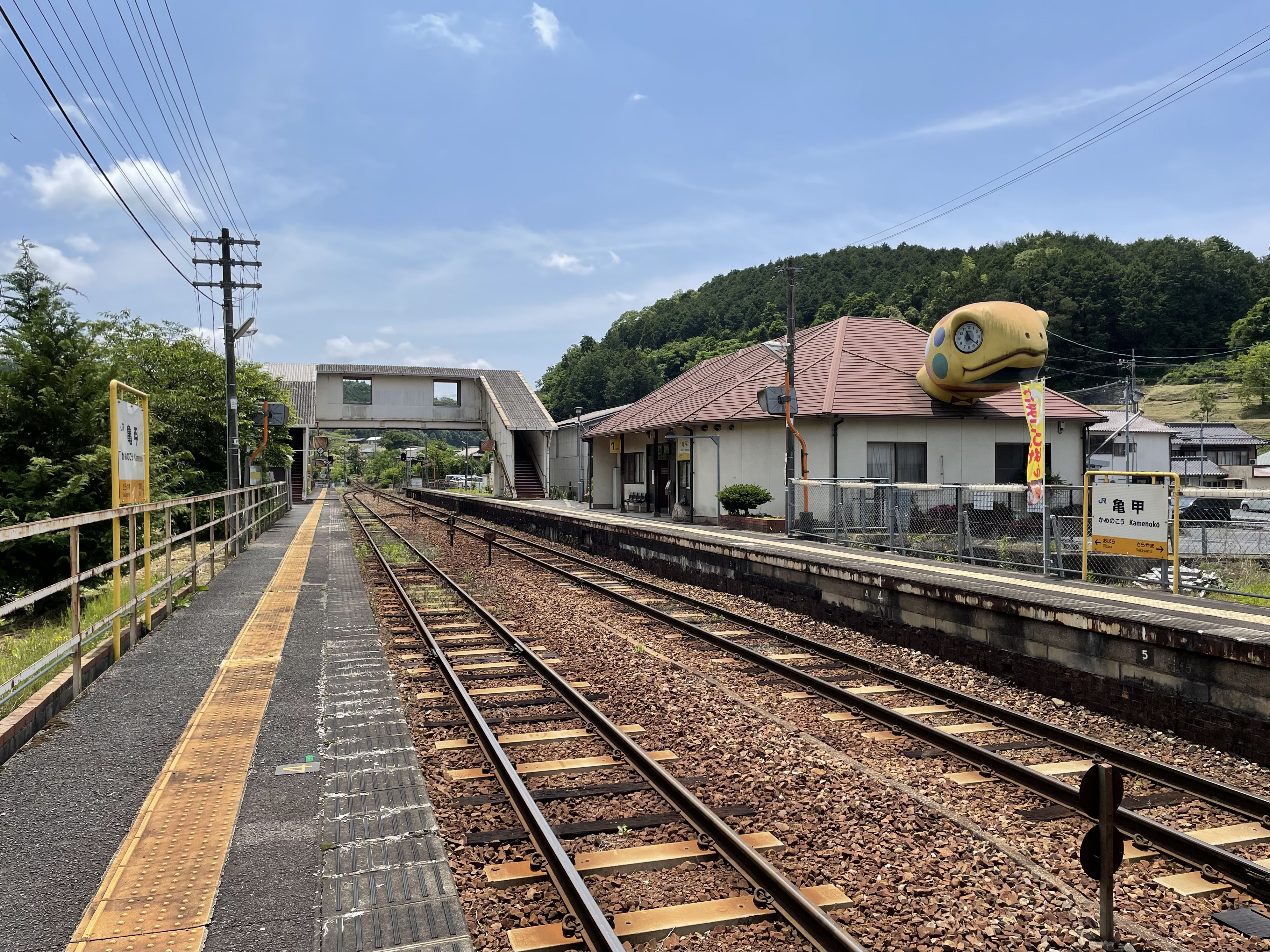
亀甲駅

### 鉄道路線
- 西日本旅客鉄道（JR西日本）
  -  津山線：小原駅 - 亀甲駅
  - 中心となる駅：亀甲駅

#### 廃止鉄道路線
- 同和鉱業片上鉄道線

### 路線バス

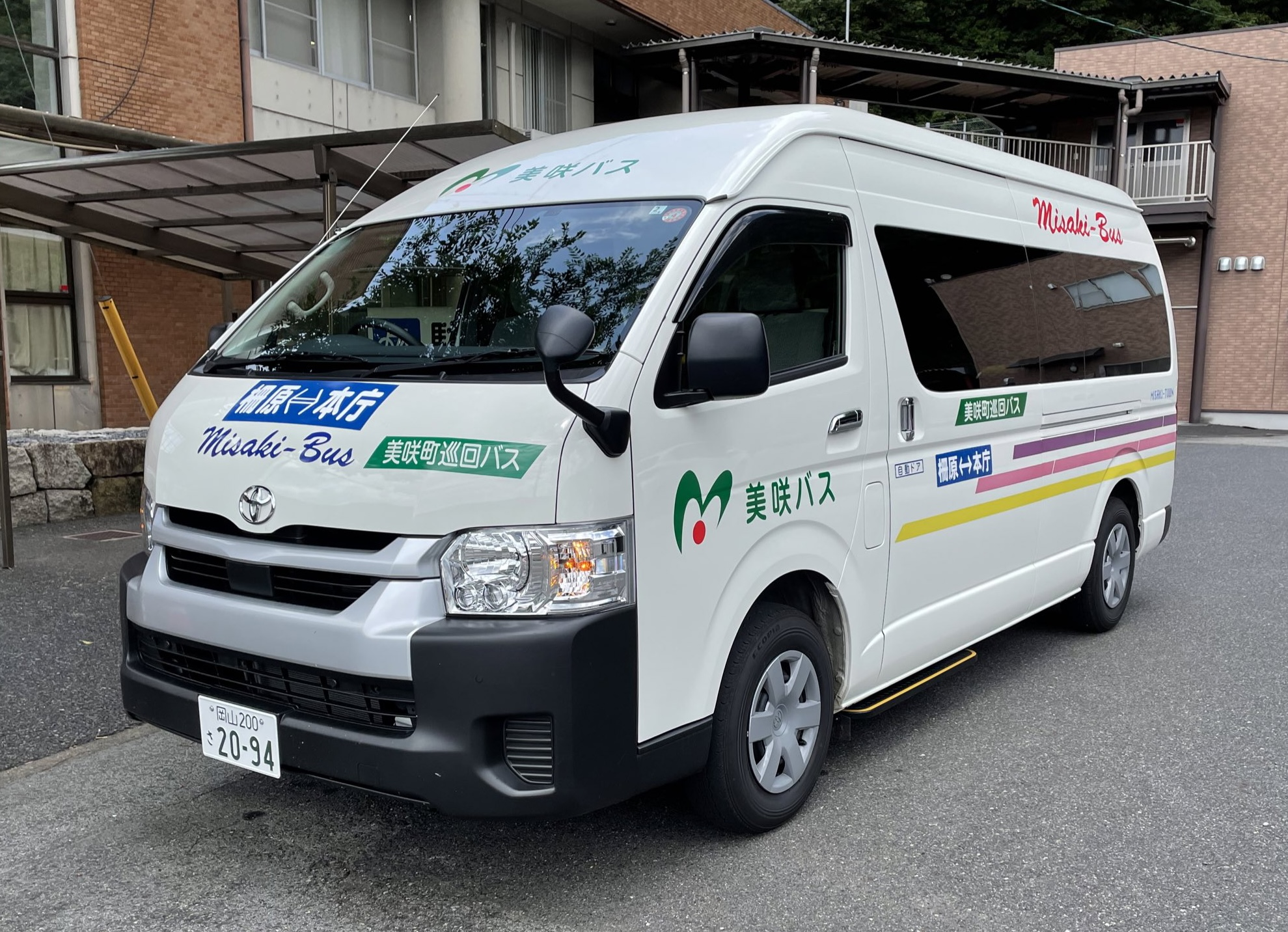
美咲町支所間バス

- 中鉄北部バス（高下・スポーツセンター線）
- 宇野バス（美作線）
- 有本観光バス（亀甲・津山線）
- 旭川さくらバス
- あさひチェリーバス
- 柵原星のふる里バス
- CHUOかめっち。バス
- 美咲町支所間バス
- 赤磐市広域路線バス（赤磐・美作線）
- 美作市営美作バス

### 道路
一般国道
- 町内を走る一般国道
  - 国道53号
  - 国道374号
  - 国道429号

都道府県道
- 町内を走る県道
  - 岡山県道26号津山柵原線
  - 岡山県道30号落合建部線
  - 岡山県道49号高梁旭線
  - 岡山県道52号勝央仁堀中線
  - 岡山県道70号久米建部線
  - 岡山県道159号久米中央線
  - 岡山県道341号坪井下栃原線
  - 岡山県道342号大垪和西小山旭線
  - 岡山県道349号吉ヶ原美作線
  - 岡山県道351号藤原吉井線
  - 岡山県道352号大戸上中央線
  - 岡山県道362号位田飯岡線
  - 岡山県道370号江与味上河内線
  - 岡山県道373号栃原久米南線
  - 岡山県道374号中西川線
  - 岡山県道379号百々樫村線
  - 岡山県道413号安井津山線
  - 岡山県道455号小山桑上線
  - 岡山県道703号備前柵原自転車道線

## 通信

### テレビ・ラジオ
テレビ放送局
町内にテレビ中継局は設置されておらず、近隣の津山中継局および久米南中継局を受信する。それ以外の地域では、ケーブルテレビ等を利用し視聴する。
なお、町営事業として以下の事業を運営している。
- チェリーネット（インターネットサービスプロバイダ）
- みさきネット（光ケーブルを用いた告知放送・ケーブルテレビ・インターネットサービス）

ラジオ放送局
町内にラジオ中継局は設置されておらず、近隣の津山中継局を受信する。

### 電話
市外局番は、旭地区が0867（20、21、25、27、29 - 36、39）、柵原地区の一部（王子）が0868（70 - 89）、柵原地区の一部（高下・飯岡）が086（600 - 609、950、951、954 - 958、994 - 999） 、その他が0868（20 - 69）となっている。
- 0868（20 - 69）エリア
  - 津山市・鏡野町（富地区を除く）・勝央町・奈義町・美咲町（旭地区全域と柵原地区の一部（王子・高下・飯岡）を除く）
- 0868（70 - 89）エリア
  - 美作市・西粟倉村・美咲町（柵原地区の一部（王子））
- 086（600 - 609、950、951、954 - 958、994 - 999）エリア 
  - 赤磐市（山陽地区の一部を除く）・美咲町（柵原地区の一部（高下・飯岡））
- 0867（20、21、25、27、29 - 36、39）エリア
  - 美咲町（旭地区）・吉備中央町（加茂川地区（一部を除く））

### 郵便
郵便番号は、以下の通りとなっている。
- 亀甲郵便局：709-37xx、708-15xx[12]
- 旭郵便局：709-34xx

## 観光・イベント

### 名所・旧跡・観光スポット
- 亀甲駅
- 亀甲岩
- たまごかけごはんの店「食堂かめっち。」
- 香花温泉ほほえみの湯
- 津山ゴルフクラブ
- 興禅寺
- 普光寺

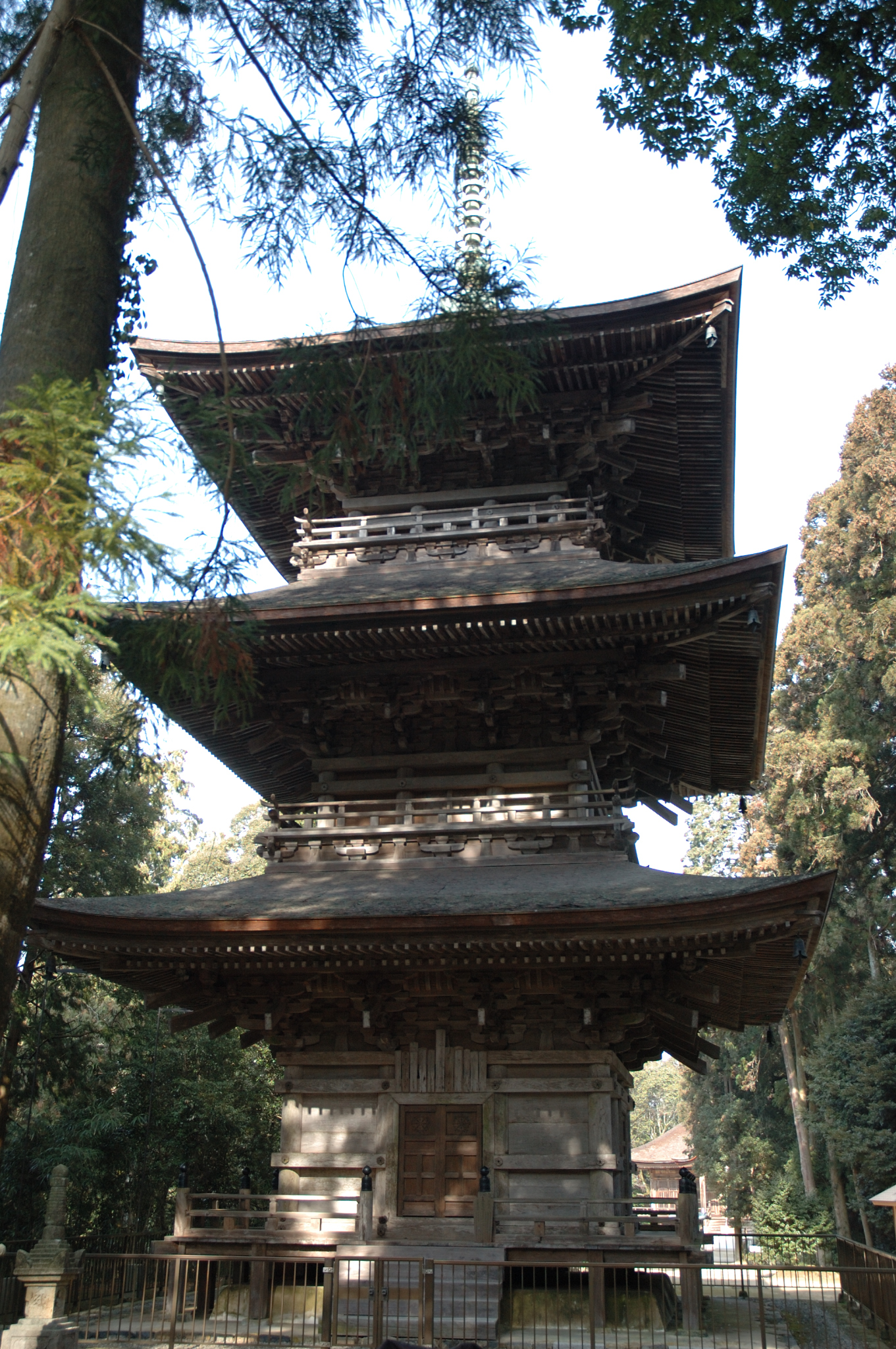
本山寺の三重塔

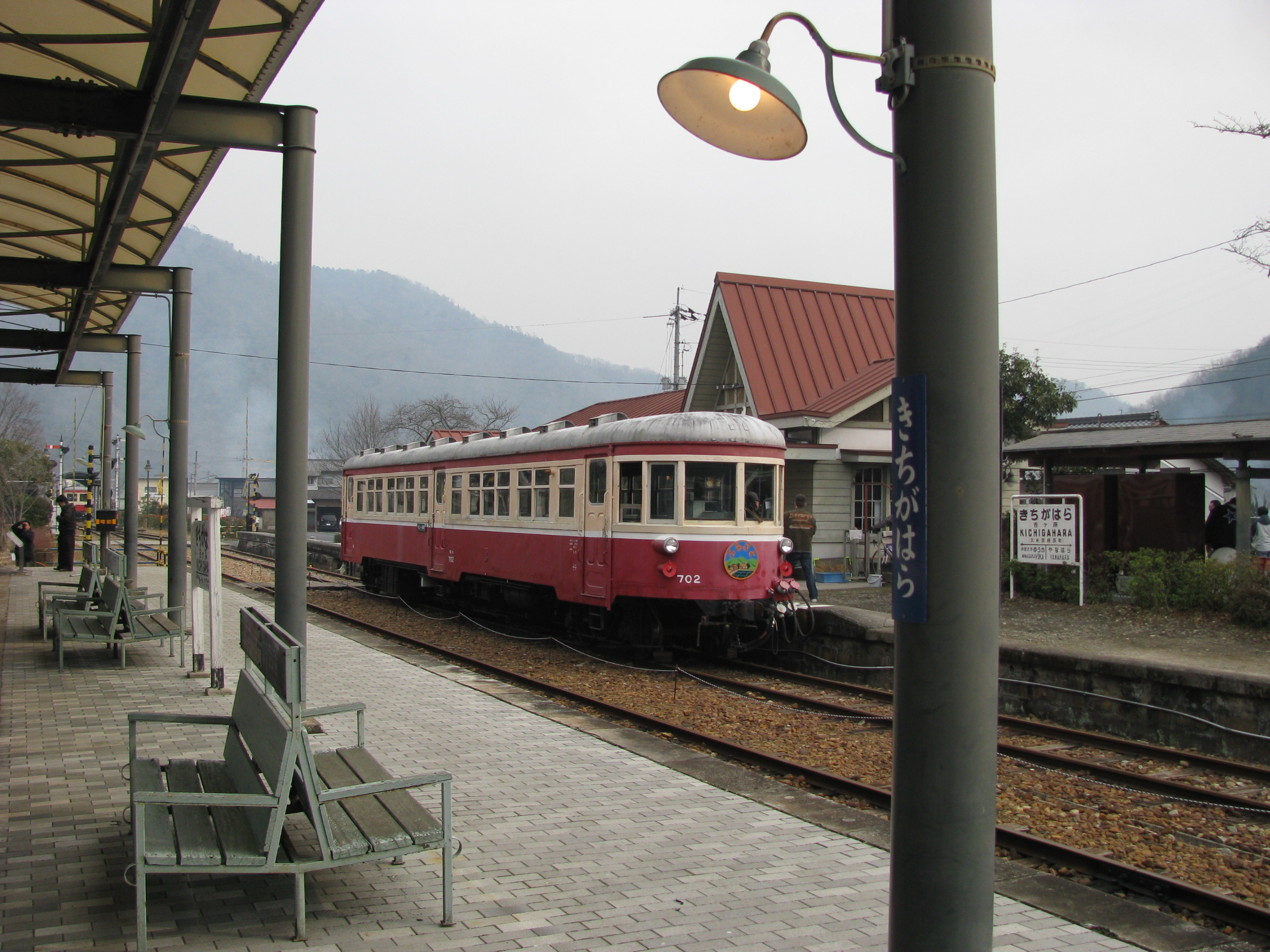
柵原ふれあい鉱山公園

- 大垪和西（おおはがにし）の棚田（日本棚田百選）
- 小山の棚田（日本棚田百選）
- 本山寺
- 三休公園
  - 民話の村
  - 民話館
- まきばの館
- 旭川湖
- 両山寺
- 両山寺観光りんご園
- 幻住寺
- 月の輪古墳
- 柵原ふれあい鉱山公園
  - 柵原鉱山資料館
  - 旧吉ヶ原駅舎
- ザ・オークレットゴルフクラブ
- あさひ花菖蒲牡丹園
- 滝谷池
- 中島公園

### 祭事・催事
- 星の里マラソン
- 月の輪まつり
- 柵原ふれあい鉱山公園列車運行
- 柵原DonDon祭り
- 桜まつり
- 護法祭

## 文化施設
- 美咲町中央運動公園
- 美咲町ふれあいセンター
- 旭文化会館
- 美咲町北和気郷土資料館
- エイコンパーク
  - 美咲町営野球場（柵原エイコンスタジアム）
  - 美咲町営柵原図書館
- 美咲町立さつき天文台
- 月の輪プラザ
- 月の輪収蔵庫

## 著名な出身者
- 岸田吟香（明治時代のジャーナリスト、実業家）
- 光嶋勲（東京大学名誉教授）
- 村上璃杏（ME:Iメンバー）
- 小林正次（旧久米郡加美村出身、工学博士。丹羽保次郎と共にNE式写真電送機を開発）
- さいたまんぞう（歌手）
- 神坂智子（漫画家）
- 西澤晋（アニメーター）
- 本田晴美（競輪選手）
- 宮地昭範（元津山市長）
- 好川純一（元トヨタ紡織社長）
- 延原秀飛（ラグビー選手）
- 貴井美咲（女優）
- 石坂桑亀（蘭方医、備中足守藩医）